# Афанасьев, Виктор Андреевич
Виктор Андреевич Афанасьев (1 января 1917, Актюбинск — 4 июня 1987) — советский режиссёр; заслуженный деятель искусств УССР (с 1956), народный артист УССР (1967). Художественный руководитель Харьковского театра кукол.

## Биография
Родился в Актюбинске.
В 1935 году поступил в труппу театра кукол при Харьковском дворце пионеров.
В 1938 году был организатором Алтайского театра кукол, в 1939 — главным режиссёром театра кукол в Караганде.
В 1941—1946 — в рядах РККА, впоследствии преподаватель. Член КПСС с 1944 года.
В 1952 году Афанасьев возвращается к творческой работе — главный режиссёр Харьковского театра кукол. Среди его лучших спектаклей: «Запорожец за Дунаем» С. Гулака-Артемовского, «Конёк-Горбунок» по П. Ершовым, «Чертова мельница» Я. Дрди и И. Штока.
В 1963—1964 оказывал помощь в создании профессионального театра кукол в Каире.
В 1969 году по инициативе Афанасьева при Харьковском институте культуры был набран курс актёров, а в 1970 — режиссёров театра кукол. 26 января 1973 при этом институте была создана первая на Украине кафедра театра кукол, которую он возглавил.
С 1959 по 1987 Афанасьев был вице-президентом советской секции, президентом украинского отделения UNIMA (Международный союз кукольников), членом Правления и Президиума Украинского Союза театральных деятелей.
Постановлением Кабинета Министров Украины № 1254 от 6 ноября 1997 Харьковскому театру кукол было присвоено имя В. А. Афанасьева.

## Награды
- орден Трудового Красного Знамени (24.11.1960)
- орден «Знак Почёта» (1944)